# Eurytides dolicaon
Eurytides dolicaon (nume comun: fluturele zmeu doliacon) este o specie de fluture din familia Papilionidae. Este întâlnită în America Centrală și de Sud (Guyana, SE. Brazilia, Paraguay, Peru, E. Columbia, E. Ecuador și NV. Venezuela).
Larvele au fost observate hrănindu-se cu specii de Guatteria, Ocotea și specia Nectandra membranacea.

## Subspecii
- Eurytides dolicaon dolicaon (Guyana)
- Eurytides dolicaon deicoon (C. & R. Felder, 1864) (SE. Brazilia, Paraguay)
- Eurytides dolicaon deileon (C. & R. Felder, 1865) (E. Columbia, E. Ecuador)
- Eurytides dolicaon tromes (Rothschild & Jordan, 1906) (NV. Venezuela)
- Eurytides dolicaon septentrionalis Brown, 1994 (Panama)
- Eurytides dolicaon hebreus Brown & Lamas, 1994 (Columbia)
- Eurytides dolicaon cauraensis Möhn, 2002 (SE. Venezuela)